# ポルト・ド・ラ・シャペル・アリーナ
アレナ・ポルト・ド・ラ・シャペル（命名権で呼ぶ場合はアディダス・アレナ）は、フランスのパリ18区ネイ大通りにある屋内競技場。2024年パリ五輪ではパリ市内唯一の新設で2024年2月11日にこけら落とし。パリ五輪ではバドミントンと新体操、パラ五輪ではパラバドミントンとパワーリフティングの会場。